# Lector sin conexión
Un lector desconectado, lector sin conexión o navegador sin conexión, es un software que descarga el correo electrónico, mensajes de grupos de noticias o páginas o sitios web, para que estén disponibles cuando el equipo está sin conexión (offline), es decir, no conectado a Internet. Los lectores desconectados son útiles para los ordenadores portátiles y conexiones por línea conmutada o con limitación de descarga (como la banda ancha móvil).p

## Variaciones

### Software de reflejo web
El software de reflejo web permite la descarga de una copia de toda una página web en el disco duro local para la navegación fuera de línea. En efecto, la copia descargada sirve como un espejo del sitio original. En algunos programas el usuario puede decidir qué páginas desea que se descarguen para su visionado offline (como pueden ser las últimas navegadas o aquellas en las que se encuentra el navegador en el momento en el que se va a apagar el equipo).
El software rastreador web, como Wget, se puede utilizar para generar un sitio espejo.

## Lista
| Nombre             | Editor                               | Licencia           | Plataforma                | Sitio web |
| ------------------ | ------------------------------------ | ------------------ | ------------------------- | --------- |
| BackStreet Browser | Spadix software                      | Shareware          | Windows                   | [ 1 ]     |
| HTTrack            | HTTrack.com                          | Free software      | Windows, Linux, OSX, Unix | [ 2 ]     |
| NCollector Studio  | Calluna Software                     | Shareware          | Windows                   | [ 3 ]     |
| Offline Browser    | MetaProducts                         | Shareware          | Windows                   | [ 4 ]     |
| PageNest           | pagenest.com                         | Freeware o de pago | Windows                   | [ 5 ]     |
| ScrapBook          | Mozilla Add-ons                      | Freeware           | Transplatforma            | [ 6 ]     |
| Teleport           | Tennyson Maxwell Information Systems | Shareware          | Windows                   | [ 7 ]     |
| WebCopier          | Maximumsoft                          | Shareware          | Windows                   | [ 8 ]     |
| Xaldon WebSpider   | Xaldon Technologies                  | Freeware           | Windows                   | [ 9 ]     |